# Lazarevo Selo
Lazarevo Selo (en serbe cyrillique : Лазарево Село) est un village de Serbie situé dans la municipalité de Niška Banja et sur le territoire de la ville de Niš, district de Nišava. Au recensement de 2011, il comptait 149 habitants.

## Démographie
| 1948 | 1953 | 1961 | 1971 | 1981 | 1991 | 2002 | 2011 |
| ---- | ---- | ---- | ---- | ---- | ---- | ---- | ---- |
| 233  | 227  | 221  | 213  | 180  | 164  | 160  | 149  |

|  |